# Dos copos de nieve
Dos copos de nieve es una de las tres canciones extra que contiene el álbum Cometas por el cielo del grupo musical español La Oreja de Van Gogh. La canción se consigue en la edición especial del álbum del mismo nombre.

## Acerca de la canción
Tiene un sonido que surge de la mezcla de música rock y electrónica, lo que recuerda al sonido que la banda tenía en su primer disco, Dile al sol.
El resto de las canciones del Bonus Track, Epifanía y Me Falta El Aire, no están registradas, y por ende, muchas personas tuvieron problemas para reconocer el Tag ID3 de esas canciones.
- Datos: Q5813744